# Sanctuaire panhellénique

## Définition

Principaux sanctuaires de la Grèce antique.

Un sanctuaire panhellénique (du grec ancien pan : tout et hellen : grec) est un sanctuaire de la Grèce antique dont le rayonnement dépasse celui de sa cité. Ils attirent des personnes venant de l'ensemble du monde grec, venant honorer le ou les mêmes dieux. Ces sanctuaires sont considérés comme un des éléments majeurs de l'identité grecque, avec la langue :  ils font partie de la vie sociale, politique et économique des communautés grecques qui les fréquentaient, les administraient et les entretenaient. Le rôle de ces sanctuaires se développe particulièrement à partir du VIIIe siècle, car ils avaient l'avantage de rester hors des conflits d'appropriation liés à l'émergence des États. Ainsi, ces sanctuaires auraient tenu le rôle de centres de rencontres internationales, ouverts à la communauté grecque tout entière.
Les sanctuaires panhelléniques les plus somptueux sont ceux de Delphes, d'Olympie, de Corinthe et de Némée.
Certaines cités abritant un sanctuaire panhellénique accueillent aussi des compétitions sportives dont le rayonnement concerne toute la Grèce, appelés Jeux panhelléniques. Ceux-ci ont lieu à intervalle régulier (tous les deux à quatre ans), et voient s'affronter les candidats venus de toutes les cités grecques. Ces évènements festifs sont également très importants pour la prise de conscience de l'unité spirituelle des Hellènes, qui viennent vénérer collectivement une même divinité.
En devenant les principaux lieux de rencontres de la noblesse grecque et les sites accueillant les plus grandes compétitions sportives, les sanctuaires panhelléniques ont exercé donc une influence unificatrice, sans pour autant affecter le particularisme des différentes cités.
Certains sanctuaires sont particulièrement importants en raison de leur oracle (par exemple Delphes).

## Les différents sanctuaires panhelléniques
À chaque sanctuaire panhellénique est associé un Dieu principal :  
- Delphes (Apollon)
- Olympie (Zeus)
- Némée (Zeus)
- Isthme de Corinthe (Poséidon)
- Éleusis et Samothrace où se déroulent des cultes à mystère
- Épidaure (Asclépios)
- Dodone (Zeus)
- Athènes (Athéna)

### Delphes

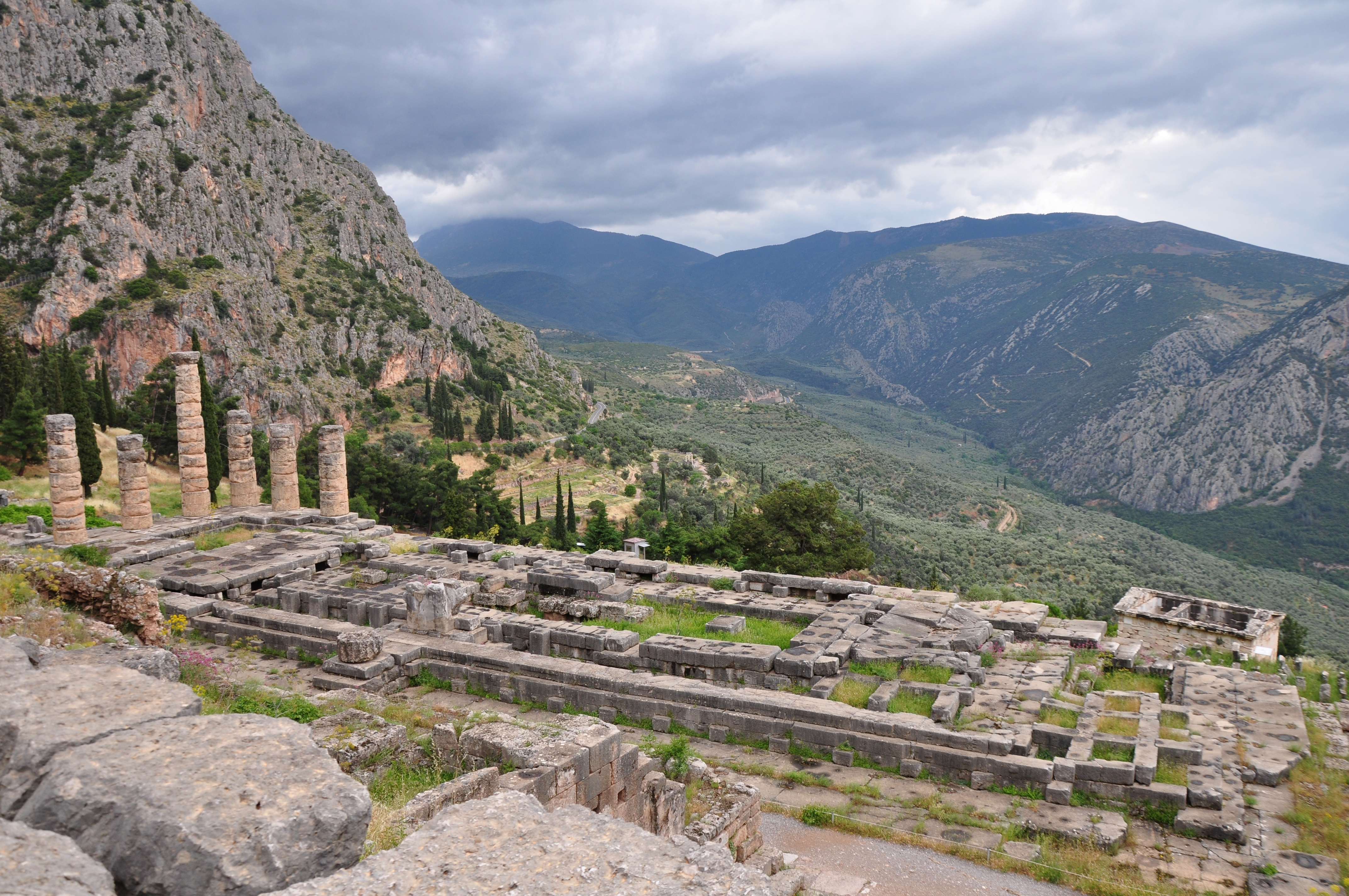
Temple d’Apollon à Delphes, IVe siècle av J-C.

#### La naissance de l'oracle
La renommée panhellénique du sanctuaire de Delphes est due à la présence, en son sein, de l'oracle le plus célèbre dans l'Antiquité : la Pythie. Selon la mythologie, Apollon trouva son domicile à Delphes, alors appelée Pythô. En arrivant, il terrassa le dragon Python, qui séjournait dans la gorge où jaillissait la source de Castalie, ce qui fit du dieu le maître des lieux. Il commença alors à apporter la réponse divine aux questions que l'on venait lui poser. Cet épisode mythologique correspond à la naissance de l'oracle d'Apollon à Delphes : ceux-ci étaient rendus soit par le tirage au sort, soit par les sentences proférées par sa prêtresse, la Pythie, qui était dans un état quasi-extatique.
Des ex-voto et des inscriptions retrouvés dans des fouilles archéologiques attestent de la renommée panhellénique du sanctuaire depuis le VIIIe siècle. Malgré le danger du voyage et la moindre qualité des sentiers menant au sanctuaire, des pèlerins de toute la Grèce, d'Italie méridionale, de Sicile et même d'Asie mineure venaient interroger l'oracle d'Apollon « Pythien ». C'est aux VIe et Ve siècles av. J.-C. que Delphes connu son plus grand rayonnement.

##### Les différents oracles rendus
Il existait deux types d'oracles : les oracles rendus par tirage au sort et les sentences proférées par la prêtresse.
Les oracles étaient très souvent rendus par un tirage au sort réalisé par la Pythie. C'était notamment le cas lorsque le pèlerin demandait quelle option était voulue par les Dieux, parmi plusieurs options. Par exemple, l'oracle était consulté pour savoir quel chef de guerre devait être choisi pour mener une expédition. Le tirage au sort était aussi utilisé par la Pythie pour trancher une question à laquelle il existait deux possibilités. La question prenait souvent une forme stéréotypée comme « Est-il salutaire de faire ceci ou cela ? » Le tirage au sort est la forme d'oracle qui a toujours prévalu numériquement à Delphes.
Il existait aussi les oracles rendus par sentences. C'est d'ailleurs cette forme d'oracle qui a valu sa renommée Delphes. Le pèlerin demandant ce type d'oracle à la Pythie devait séjourner un certain temps dans le sanctuaire, faire part de ses intentions aux prêtres avant de pouvoir formuler sa question par écrit. Pour recevoir une réponse, le solliciteur devait réaliser les ablutions rituelles, puis attendre son tour, qui était déterminé là aussi par tirage au sort. Une fois son tour arrivé, le pèlerin rejoignait l'adyton, une pièce spécifique du sanctuaire, séparée en deux par une cloison partielle qui permettait au pèlerin d'entendre la Pythie, sans pour autant la voir. C'est derrière cette cloison que se trouvait l'omphalos, une pierre vénérée et considérée comme l'ombilic du monde. La Pythie rendait son oracle sous forme de vers, parfois chantés. Un prêtre interprétait ces derniers avant de proclamer la réponse officielle de la Pythie. Les pèlerins recevaient aussi sous forme écrite la réponse rendue par la Pythie à leur question.

#### La multiplication des oracles
À l'origine, les oracles n'étaient prononcés qu'une fois par an : le jour de l'anniversaire d'Apollon, à savoir le neuvième du mois de Bysios. Progressivement, face à la forte demande et à l'affluence des pèlerins, les oracles furent rendus tous les neuvièmes jours du mois. Ce fut ensuite plus fréquemment encore, ce qui explique que le nombre de prêtresses passa de une à trois. Ces éléments montrent véritablement l'importance de ce sanctuaire oraculaire, de portée panhellénique.